# Lourdes Benedicto
Lourdes Benedicto (Brooklyn (New York), 12 november 1974) is een Amerikaans actrice.

## Biografie
Benedicto is van Filipijnse, Dominicaanse en Spaanse afkomst. Zij heeft gestudeerd aan de Carnegie Mellon University in Pittsburgh. Benedicto is vanaf 9 juni 2006 getrouwd.

## Filmografie

### Films
Uitgezonderd korte films.
- 2006 Unbeatable Harold – als Cinnamon
- 2005 Silver Bells – als Lizzie
- 2003 The Fighting Temptations – als Rosa Lopez
- 2003 Two Days – als Rachel Adams
- 2002 The Locket – als Amanda Ibarra
- 1999 Drive Me Crazy – als Chloe Frost
- 1998 Permanent Midnight – als Vola
- 1990 Gryphon – als Monica

### Televisieseries
Uitgezonderd eenmalige gastoptredens.
- 2020 - 2022 9-1-1: Lone Star - als Curandera - 2 afl.
- 2017 Major Crimes - als Sara Garza - 4 afl.
- 2012 Supermoms – als Rachel - ? afl.
- 2009 – 2010 V – als Valerie Stevens – 10 afl.
- 2008 Cashmere Mafia – als Alicia Lawson – 6 afl.
- 2006 – 2007 The Nine – als Eva Rois – 13 afl.
- 2003 24 – als Carrie Turner – 10 afl.
- 2001 Dawson's Creek – als Karen Torres – 7 afl.
- 2001 ER – als Rena Trujillo – 5 afl.
- 2000 – 2001 Titans – als Samantha Sanchez – 13 afl.
- 2000 Resurrection Blvd. – als Darcy – 2 afl.
- 1996 – 2000 NYPD Blue – als Gina Colon – 22 afl.

- International Standard Name Identifier: 0000 0001 0818 3989
- Library of Congress Control Number: no2010194260
- Virtual International Authority File: 160632134
- WorldCat: E39PBJvxpqxC9w6mM3JmdgCG73